# Tisbite Rakotoarisoa
Tisbite Rakotoarisoa (ur. 8 grudnia 1951) – madagaskarski lekkoatleta, średniodystansowiec.
Brał udział w igrzyskach w 1980, na których wystąpił w biegu na 800 i 1500 m. Na obu dystansach odpadł w pierwszej rundzie. Na 800 m zajął 6. miejsce w swoim biegu eliminacyjnym z czasem 1:50,5 s, natomiast na 1500 m był 9. w swoim biegu eliminacyjnym z czasem 3:55,9 s. Był najstarszym Madagaskarczykiem na tych igrzyskach.
W 1983 wziął udział w mistrzostwach świata. Na 800 m był 7. w swoim biegu eliminacyjnym z czasem 1:50,70 s, w wyniku czego odpadł z dalszej rywalizacji, a na 1500 m uplasował się na 12. pozycji w swoim biegu eliminacyjnym z czasem 3:52,91 s, w wyniku czego odpadł z dalszej rywalizacji.

## Rekordy życiowe
- 800 m – 1:50,11 s (1985)
- 1500 m – 3:49,8 s (1983)